# São João do Itaperiú
São João do Itaperiú é um município brasileiro do Estado de Santa Catarina. Localiza-se a uma latitude 26º37'04" sul e a uma longitude 48º46'05" oeste, estando a uma altitude de 13 metros. Possui uma área de 151,42 km², fazendo divisa com os municípios de Araquari, Barra Velha, Guaramirim, Luiz Alves e Massaranduba. Localiza-se próximo ao litoral, em meio a grandes cidades e centros econômicos do Norte Catarinense e Vale do Itajaí, como Joinville, Jaraguá do Sul, Blumenau e Itajaí. Próximo aos quatro grandes portos de Itajaí, Itapoá, Navegantes e São Francisco do Sul; e dos aeroportos de Joinville e Navegantes. Seu principal acesso é a Rodovia SC 415, que corta o município ligando Barra Velha à Massaranduba. Sua população em 2022 é de 4.463 habitantes.
Fundação: 29 de março de 1992, desmembrando-se do município de Barra Velha.
Datas festivas: 29 de março (aniversário da cidade) e 24 de junho (dia de São João Batista, padroeiro do município).
Principal atividade econômica: agropecuária.
Colonização/Principais etnias: Açoriana, Italiana, Alemã e Polonesa.
Clima: mesotérmico úmido, com verão quente e temperatura média de 20,3 °C.
O município é dividido na maior parte por pequenas e médias propriedades, onde se cultiva na maioria banana e arroz, tendo destaque também a extração de madeira e a produção de farinha. A cidade possui dois grandes frigoríficos. Apesar das belezas naturais do município, não existe nenhum projeto para o desenvolvimento turístico.

## História
As terras onde hoje se localiza o município de São João do Itaperiú eram habitadas por índios Guaranis. Nessa região passava um caminho utilizado pelos índios ao se deslocarem do interior do continente até a costa, denominado Peabiru. Itaperiú é uma palavra de origem tupi guarani e era utilizada pelos índios ao se referirem ao rio que banha o lugar. Segundo o dicionário tupi, Itaperiú significa "cabeça de pedra".
Ainda antes de 1840 já se encontravam pessoas instaladas na região do Itaperiú, em pequena quantidade, próximo a margem do rio Itapocú. Os primeiros povoadores foram descendentes dos açorianos que imigraram para Santa Catarina entre 1748 e 1756, que chegaram na localidade do Itaperiú em maior quantidade a partir de 1880, oriundos principalmente de Penha, Itajaí, Camboriú e Porto Belo. Esses primeiros moradores formaram a localidade do Itaperiú nas margens do Rio Itaperiú e do rio São João. Nos fins do século XIX se formava também a povoação de Santo Antônio do Itaperiú.
Já no início do século XX, chegaram os primeiros italianos, vindos principalmente da vizinha Luiz Alves. Na região do Centro do atual município, estabeleceu-se um italiano chamado João Baptista Dal Ri. João Baptista doou o terreno onde hoje se localiza a Igreja Matriz de São João Batista e o cemitério e, em 1916, instalou na primeira capela construída no local, a imagem de São João Batista que está há 100 anos na igreja. A localidade passou então a ser associada ao rio e ao Santo, passando a ser chamada de São João do Itaperiú.
Já na metade do século XX a localidade passou a receber descendentes de alemães e poloneses vindos principalmente das vizinhas Massaranduba e Luiz Alves. No fim do século XX e início do século XXI o município passou a receber dezenas de migrantes do estado do Paraná, porém são poucas as famílias de paranaenses que se estabeleceram definitivamente no município.
O município pertenceu a Barra Velha até 1992, quando obteve a emancipação política e administrativa.
Saiba mais sobre a história do município: Memória Itaperiuense